# (57658) Nilrem
(57658) Nilrem (2001 UJ1) – planetoida z pasa głównego asteroid okrążająca Słońce w ciągu 4,23 lat w średniej odległości 2,62 j.a. Odkryta 17 października 2001 roku.